# Майкл Т. Вайс
Майкл Террі Вайс (англ. Michael Terry Weiss; нар. 2 лютого 1962, Чикаго, Іллінойс, США) — американський актор.

## Біографія
Майкл Террі Вайс народився 2 лютого 1962 року, у Чикаго, США. Його старша сестра, Джеймі С'ю Вайс, стала візажистом кіно та телебачення. Майкл почав зніматися ще дитиною у місцевих телевізійних роликах.
Першу роль він отримав 1980 року, у фільмі «Звичайні люди». Невдовзі по закінченні коледжу йому запропонували зіграти Майка Гортона у стрічці «Дні нашого життя». Вайс також знімався чотири сезони у серіалі «Імітатор» як головний герой Джерод. Також Майкл грав у фільмах «Джеффрі», анімаційному фільмі «Легенда Тарзана», у серіалі «Розслідування Джордан». Він озвучував «Безіменного» (англ. The Nameless One), протагоніста комп'ютерної гри «Planescape: Torment».
У лютому 2006 року він відвідав бенефіс із Андреа Паркер та Джеймсом Дентоном, з якими знімався у серіалі «Імітатор». Цей захід був у рамках адвокації «Вилікувати аутизм зараз».
Вайс отримав роль у виставі «Імпресіонізм», яку написав Майкл Якобз, а режисер — Джек О'Браєн. Прем'єра відбулася 12 березня 2009 року.
Майкл Вейс також зіграв у виставі «Ідеальне майбутнє», Офф-Бродвей у Театрі Черрі Лейн. Режисер — Вілсон Мілам.

## Фільмографія

### Фільми
| Рік  |   | Українська назва                             | Оригінальна назва                                   | Роль                         |
| ---- | - | -------------------------------------------- | --------------------------------------------------- | ---------------------------- |
| 1980 | ф | «Звичайні люди»                              | англ. Ordinary People                               | у масовці                    |
| 1988 | ф | «Виття IV: Оригінальне жахіття»              | англ. Howling IV: The Original Nightmare            | Річард Адамс                 |
| 1988 | ф | «Візьміть моїх дочок, будь ласка»            | англ. Take My Daughters, Please                     | Джо Блейк                    |
| 1990 | ф | «Великий: Сильний землетрус у Лос-Анджелесі» | англ. The Big One: The Great Los Angeles Earthquake | Ларрі                        |
| 1994 | ф | «Ангел 4: Під прикриттям»                    | англ. Angel 4: Undercover                           | Райян Герш                   |
| 1994 | ф | «Джеффрі»                                    | англ. Jeffrey                                       | Стів Говард                  |
| 1995 | ф | «Пам'ятай мене»                              | англ. Remember Me                                   | Скотт Кові                   |
| 1996 | ф | «Автомагістраль»                             | англ. Freeway                                       | Ларрі                        |
| 1999 | ф | «Автомагістраль II»                          | англ. Freeway II: Confessions of a Trickbaby        | Бродяга                      |
| 2001 | ф | «Імітатор»                                   | англ. The Pretender                                 | Джерод                       |
| 2001 | ф | «Чисті активи»                               | англ. Net Worth                                     | Майкл Вінслов                |
| 2001 | ф | «Кістки»                                     | англ. Bones                                         | Луповіч                      |
| 2002 | ф | «Тарзан і Джейн»                             | англ. Tarzan & Jane                                 | Тарзан                       |
| 2003 | ф | «Написане кров'ю»                            | англ. Written in Blood                              | Метью Ренсом                 |
| 2004 | ф | «До ночі»                                    | англ. Until the Night                               | Даніел                       |
| 2004 | ф | «Мармелад»                                   | англ. Marmalade                                     | Пітер                        |
| 2005 | ф | «Следж: Нерозказана історія»                 | англ. Confessions of an Action Star                 | Наркобарон                   |
| 2005 | ф | «Айова»                                      | англ. Iowa                                          | Ларрі Кларксон               |
| 2006 | ф | «Гострий як лезо»                            | англ. Razor Sharp                                   | Декс                         |
| 2007 | ф | «Згасання»                                   | англ. Fade                                          | Доктор Маккейб               |
| 2010 | ф | «Секс і Місто 2»                             | англ. Sex and the City 2                            | Вродливий чоловік на весіллі |

### Телебачення
| Рік (роки)  | Назва українською       | Назва англійською                      | Роль                         | Примітки                       |
| ----------- | ----------------------- | -------------------------------------- | ---------------------------- | ------------------------------ |
| 1985 — 1990 | «Дні нашого життя»      | англ. Days of Our Lives                | Майк Гортон                  | 5 років                        |
| 1991        |                         | англ. Dark Shadows                     | Джо Гаскелл                  | 11 серій                       |
| 1992        | «Дорога на Малібу 2000» | англ. 2000 Malibu Road                 | Роджер Тейбор                | 6 серій                        |
| 1994        |                         | англ. Red Shoe Diaries                 | Новоприбулий                 | Серія: «Гра»                   |
| 1996-2000   | «Імітатор»              | англ. The Pretender                    | Джерод                       | 86 епізодів                    |
| 2000        |                         | англ. Men in Black: The Series         | Н/Д                          | Серія: «The Baby Kay Syndrome» |
| 2001        |                         | англ. The Zeta Project                 | Доктор Вінгельм              | Серія: «Абсолютний нуль»       |
| 2001-2003   | «Легенда Тарзана»       | англ. The Legend of Tarzan             | Тарзан                       | 39 серій                       |
| 2002        | Пригоди Джекі Чана      | англ. Jackie Chan Adventures           | Гайлз                        | Серія: «Задоволення кличе»     |
| 2002-2005   | Ліга Справедливості     | англ. Justice League                   | Демон Етріган / Джейсон Блад | 3 серії                        |
| 2003        |                         | англ. The Mummy: Secrets of the Medjai | Нізам Тот                    | 3 серії                        |
| 2003-2004   | «Розслідування Джордан» | англ. Crossing Jordan                  | Джеймс Гортон                | 4 серії                        |
| 2005        |                         | англ. Clubhouse                        | Джекі Темблер                | Серія: «Врятувати ситуацію»    |
| 2005-2007   |                         | англ. Higglytown Heroes                | Рятувальник                  | 3 серії                        |
| 2009-2011   |                         | англ. Batman: The Brave and the Bold   | Адам Стрейндж                | 2 серії                        |
| 2011        |                         | англ. Blue Bloods                      | Соні Малевські               | 4 серії                        |
| 2011        |                         | англ. Burn Notice                      | Голкомб                      | Серія: «Армія одного»          |
| 2012-2013   | «Молода Справедливість» | англ. Young Justice                    | Натаніель Адамс              | 7 серій                        |

### Театр
| Рік  | Назва українською   | Назва англійською                          | Роль             | Примітки |
| ---- | ------------------- | ------------------------------------------ | ---------------- | -------- |
| 2007 |                     | англ. Scarcity                             | Herb             |          |
| 2009 | «Імпресіонізм»      | англ. Impressionism                        | Дуглас Фінч      |          |
| 2010 |                     | англ. The Elaborate Entrance of Chad Deity | Еверетт К. Олсон |          |
| 2011 | «Ідеальне майбутнє» | англ. A Perfect Future                     | Джон Гадсон      |          |